# Schistura spiloptera
Schistura spiloptera är en fiskart som först beskrevs av Valenciennes, 1846.  Schistura spiloptera ingår i släktet Schistura och familjen grönlingsfiskar. IUCN kategoriserar arten globalt som akut hotad. Inga underarter finns listade i Catalogue of Life.